# サンエーつかざんシティ
サンエーつかざんシティは、沖縄県島尻郡南風原町字津嘉山にあるサンエーが運営する総合スーパー（GMS）である。コンセプトは「毎日の暮らしを豊かに」。

## 概要
所在地である南風原町字津嘉山は、1999年11月まで琉球協同飼料の工場があった場所である。サンエーが跡地への出店を発表した1999年当時は、那覇市、豊見城村、南風原町などの40万人を商圏とした、「具志川メインシティ」に次ぐ大規模店舗として計画された。

## 沿革
- 1999（平成11）年
  - 12月17日 - 「サンエー津嘉山シティ（仮称）」の出店を発表[2][注 2][3]。
  - 12月20日 - 着工。
- 2000（平成12）年10月3日 - 「つかざんシティ開店。
- 2010（平成22）年4月19日 - フードコートを改装し「大阪王将」がオープン[4]。

## フロア構成
- 1階 - 食品と専門店のフロア
- 2階 - ファッションと暮らしのフロア
- 3階 - 駐車場
- 屋上 - 駐車場

## 主要店舗
- サンエー食品館
- サンエー衣料館
- エディオン[注 3]（サンエー直営）
- 専門店
  - ザ・クロックハウス
  - 東江メガネ
  - ヴァインドラッグ
- 飲食店
  - 大阪王将（サンエー直営）
  - ミスタードーナツ
  - 和風亭（サンエー直営）

## アクセス
路線バス
- 翔南製糖前バス停下車、徒歩1分。
  - 34番・東風平線　（沖縄バス）
  - 35番・志多伯線　（沖縄バス）
  - 50番・百名（東風平）線　（琉球バス交通）
  - 51番・百名（船越）線　（琉球バス交通）
  - 53番・志喜屋線　（琉球バス交通）
  - 54番・前川線　（琉球バス交通）
  - 83番・玉泉洞線　（琉球バス交通）
  - 100番・津嘉山線　（沖縄バス）
  - 200番・糸満おもろまち線　（沖縄バス）
  - 235番・志多伯おもろまち線　（沖縄バス）
  - 334番・国立劇場おきなわ線　（沖縄バス）

### 注
1. ↑  後の記事（沖縄タイムス：2000）では、「地元を含む近隣の商圏人口を約十五万人と想定」に修正されている。
2. ↑  当時の記事（沖縄タイムス：1999）では、当初の店舗名が「サンエー津嘉山ショッピングセンター（仮称）」という記載もある。
3. ↑  開業時は「サンエーつかざん電器館withデオデオ」。2013年にエディオン本部の屋号変更にあわせ、現在の店舗名に変更した。